# Domjean
Domjean è un comune francese di 1 019 abitanti situato nel dipartimento della Manica nella regione della Normandia.
I suoi abitanti si chiamano domjeanais.
Annidato nel tipico bocage della Francia nordoccidentale, Domjean è un villaggio caratteristico per le sue case di pietra e i numerosi sentieri che si snodano per una cinquantina di km nell'ambiente naturale circostante. Al centro dell'abitato vi è un parco paesaggistico ricco di viali alberati e aiole con ogni varietà di fiori.

## Luoghi e monumenti
- La chiesa di San Giovanni Battista
- Il teatro del parco, ove si tengono spettacoli e concerti all'aperto in estate.
- Le gole della Vire.

## Società

### Evoluzione demografica
Abitanti censiti